# Roy Thomas
Roy Thomas (Jackson, 1940. november 22.) amerikai képregényszerző, sci-fi- és fantasyszerző.

## Élete
Már gyermekkorában képregényrajongó volt. Főiskolai tanulmányai után 1961-től négy éven át tanárként dolgozott. 1965-ben New Yorkba ment, ahol Mort Weisinger asszisztenseként a DC Comics kiadónál kezdett tevékenykedni. Ugyanebben az évben a Marvel Comicshoz is csatlakozott mint író. Első képregénye, a Whom Can I Turn To? a  Modeling with Millie sorozat 44. számában jelent meg. Később írt a Vasember, a Doctor Strange, az X-Men és a Bosszú Angyalai sorozatokba is. 1972-ben a Marvel főszerkesztője lett, de továbbra is képregényeket írt, elsősorban a Conan, a barbár sorozatba. 1974-ben lemondott főszerkesztői posztjáról, ezután a Fantasztikus Négyes, a Pókember és a Ghost Rider sorozatokba írt. 1981-ben rövidebb időre visszatért a DC Comics-hoz, majd 1985-ben a Marvelhez. Az 1990-es évektől inkább a nagy kiadókon kívül megjelent független képregényeknek szentelte magát.

## Magyarul megjelent képregényei
- Conan kegyetlen kardja, 1.; ford. Holló-Vaskó Péter; Fumax, Budapest, 2018
- Conan kegyetlen kardja, 2.; ford. Matolcsy Kálmán; Fumax, Budapest, 2019
- Conan kegyetlen kardja, 3.; ford. Galamb Zoltán; Fumax, Budapest, 2020
- Conan kegyetlen kardja, 4.; ford. Galamb Zoltán; Fumax, Budapest, 2021
- Conan kegyetlen kardja, 5.; ford. Matolcsy Kálmán; Fumax, Budapest, 2023

## Fordítás
- Ez a szócikk részben vagy egészben  a   Roy Thomas (Comicautor) című német Wikipédia-szócikk ezen változatának fordításán alapul.  Az eredeti cikk szerkesztőit annak laptörténete sorolja fel. Ez a jelzés csupán a megfogalmazás eredetét és a szerzői jogokat jelzi, nem szolgál a cikkben szereplő információk forrásmegjelöléseként.